# Социјални профил личности
Постоји велики број социјалних теорија. Једна од веома познатих је Адлерова теорија личности Адлерова теорија личности. Ова теорија истиче значај друштвених и социјалних чиниоца за формирање и развој личности. То је стил живота као човекова тежња за остварењем рационалних циљева.

## Појам социјализације
Социјализација је вођење људи према друштвено пожељном понашању. Човек, као индивидуа, налази се у интерактивном односу са околином. Социјализација је оспособљавање за успешно учествовање у друштвеном животу, стицање знања, вештина, навика и схватања и уопште својстава која омогућавају живљење и сналажење у друштву. Социјализација се остварује путем социјалног учења.
Према савременим схватањима, процес социјализације укључује и процес индивидуализације под којим се подразумева способност појединца да превазилази постојећу социјалну датост и да се мења у складу са сопственим потребама. Најважнији фактори социјализације су: породица, школа, као и шира социјална заједница са својим формалним и неформалним институцијама.
Агенси социјализације су најважнији чиниоци који непосредно утичу на социјализацију јединке у процесу раста и развоја. У главне агенсе социјализације убрајају се: породица, вртић, школа, група вршњака, црква, друштвене организације и средства масовне комуникације. Они не стварају системе вредности, узоре и норме, већ их само посредују, преносе на јединку која се социјализује.

## Најчешће социјалне улоге
Велики корак у развоју сваког човека представља тренутак када открије да може бити различит, понашати се другачије, представљати себе у другачијем светлу и другачије деловати на људе које среће-види још http://www.danas.rs/dodaci/psihologija/socijalne_uloge_i_autenticna_licnost.62.html?news_id=189589#sthash.pWuhGnzc.dpuf
Аутентична личност је конструкт на коме се заснивају неке од најпознатијих психотерапијских техника. Постоје и аутори који тврди да аутентична личност не постоји и да је личност заправо скуп социјалних улога са којима се особа током сваког дана сукцесивно идентификује. У што већој мери људи прихвате социјалну улогу, мање је вероватно да ће их кршити или да ће се осећати исцрпљено јер раде нешто што није у складу са њиховом аутентичном личношћу.
Сваки човек има свој јединствени начин доживљаја других људи, своје мерило
Најчешће социјалне улоге су:
- 1. Улога запосленог;
- 2. Улога родитеља;
- 3. Улога члана породице;
- 4. Улога члана друштва;
- 5. Улога партнера;
- 6. Улога пријатеља;

## Социјалне норме
За одређену културу су карактеристична одређена схватања и норме понашања. Заједница има норме како се треба понашати у различитим ситуацијама и даје одговоре на разна питања која сваки појединац треба да реши у свом животу. 
Друштвене норме су прописани и захтевани облици понашања чије упражњавање друштво подржава и награђује, а одступање и непоштовање осуђује и кажњава. Могу бити у формализованом виду (нпр. закони, прописи) или неформализованом (нпр. обичаји, друштвене конвенције). Друштвене норме су регулатори друштвеног понашања људи. Ради усмеравања понашања свака друштвена заједница користи механизме контроле поштовања норми које регулише законом.
- Норма
- Правне норме
- Моралне норме